# Kenganalu, Bhadravati
Kenganalu là một làng thuộc tehsil Bhadravati, huyện Shimoga, bang Karnataka, Ấn Độ.